# Var, Provence-Alpes-Côte d'Azur
Var là một tỉnh của Pháp, thuộc vùng hành chính Provence-Alpes-Côte d'Azur, tỉnh lỵ Toulon, bao gồm các quận với các quận lỵ còn lại là: Brignoles, Draguignan.